# زواد زکی
زواد زکی (به لاتین: Zawadzkie) یک شهر و گمینا در لهستان است که در گمینا زاوازکیه واقع شده‌است. زواد زکی ۱۶٫۵۲ کیلومتر مربع مساحت و ۱۲٬۰۰۰ نفر جمعیت دارد.

## خواهرخوانده
شهر اویبیگا-وارنبروک خواهرخواندهٔ زواد زکی هست.